# Taténen
Pour les articles homonymes, voir Ptah (homonymie).
Taténen est, dans la mythologie égyptienne, une forme chthonienne du dieu, d'origine memphite, dont le nom veut dire littéralement « la terre qui se soulève », évoquant l'apparition du tertre primordial (il est ainsi l'équivalent du benben d'Héliopolis).
Divinité des forces terrestres, souterraines et des richesses du sous-sol, patron des forgerons, bien que probablement très ancien, aucun texte ne le mentionne avant le Moyen Empire, où il figure dans les formules funéraires d'une série de sarcophages. À partir du Nouvel Empire, il est de plus en plus lié avec Ptah, devenant à partir de l'époque ramesside Ptah-Ta(te)nen.
Parfois momiforme, mais toujours anthropomorphe, il est presque invariablement coiffé de deux plumes, la plupart du temps associées à des cornes horizontales de bélier et à un disque solaire placé entre elles.